# Chubut Somos Todos
Chubut Somos Todos es un partido político provincial argentino, liderado por Mariano Arcioni y fundado por Mario Das Neves en el marco de las elecciones legislativas de 2013.

## Historia
Mario Das Neves se presenta en las elecciones legislativas de 2013 enfrentando al oficialismo provincial, a los sindicatos y las estructuras partidarias. Con un pequeño partido provincial, logra un triunfo frente a su rival, el entonces Ministro Norberto Yauhar, colocándolo como la figura más importante de la política de Chubut.
En 2014 comenzó a relacionarse con el candidato presidencial Sergio Massa.
En 2015 y con la gran fuga del massismo al Frente para la Victoria, este decide ser el candidato a gobernador por el oficialismo. Cristina Fernández de Kirchner termina rechazando a Das Neves para apoyar a Buzzi. En las elecciones este triunfa con un corto margen ante el oficialismo.

### Elecciones Legislativas 2017
En estas elecciones el partido realiza una alianza con el Partido Acción Chubutense, Polo Social y Cultura Educación y Trabajo, para conformar el frente Chubut Para Todos en las cuales presenta como candidato Diputado Nacional a Mariano Arcioni.

## Resultados Electorales

### Gobernador de la Provincia de Chubut
| Año  | Fórmula         | Fórmula         | Votos   | %     | Resultado |
| Año  | Gobernador      | Vicegobernador  | Votos   | %     | Resultado |
| ---- | --------------- | --------------- | ------- | ----- | --------- |
| 2015 | Mario Das Neves | Mariano Arcioni | 116 542 | 41.87 | Electo    |
| 2019 | Mariano Arcioni | Ricardo Sastre  | 121 540 | 41.34 | Electo    |

### Legislatura de la Provincia del Chubut
| Año  | Votos   | %     | Diputados | Total |
| ---- | ------- | ----- | --------- | ----- |
| 2015 | 116 542 | 41.87 | 8/27      | 8/27  |
| 2019 | 121 540 | 41.34 | 16/27     | 16/27 |